# Aliança Republicana Socialista
Aliança Republicana Socialista ou ARS foi uma coligação de dois partidos políticos brasileiros: Partido Socialista Brasileiro e Partido Republicano, formada em 1962.